# Північно-східний африканський гепард

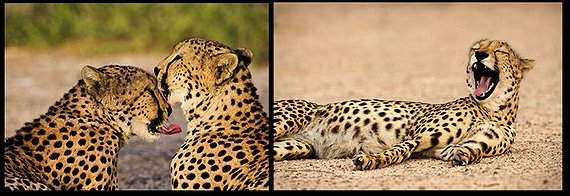
Гепарди в Сір-Бані-Яс, ОАЕ

Північно-східний африканський гепард (лат. Acinonyx jubatus soemmeringii, англ. Northeast African cheetah) — підвид гепарда, що мешкає в Північно-Східній Африці. Сучасні спостереження відомі в Південному Судані та Ефіопії, але яка популяція в Еритреї, Джибуті, Сомалі та Судані — невідомо.
У 70-х роках популяція гепардів в Ефіопії, Судані та Сомалі приблизно оцінювалась у 1150—4500 особин. У 2007 році було підраховано, що 950 особин проживають у заповідних зонах цього регіону; кількість осіб, що мешкають за межами заповідних територій, невідома.
Цей підвид більш тісно пов’язаний з Південно-африканськими гепардами, ніж із популяціями Сахарських гепардів. Результати філогеографічного аналізу вказують на те, що два підвиди розходилися між 16'000 і 72'000 років тому.

## Таксономія
| Країна          | Облік |
| --------------- | ----- |
| Ефіопія         | 500   |
| Південний Судан | 462   |
| Всього          | 962   |

Cynailurus soemmeringii — наукова назва, запропонована Леопольдом Фітцінгером у 1855 році, коли він описав живого самця гепарда, привезеного Теодором фон Хейгліном із суданської пустелі Баюда в Кордофане в Тіргартен Шенбрунн у Відні, ім'я дано на честь Семюеля Томаса фон Зьоммеррінга. Він також відомий як Суданський гепард.
Після опису Фітцінгером, інші натуралісти і зоологи описали гепарда з інших частин Північно-Східної Африки, які сьогодні вважаються синонімами з A. j. soemmeringii: 
- Felis megabalica був запропонований Теодором фон Хейгліном у 1863 році, який описав шкуру гепарда, придбану на західному березі Бахр-ель-Абіада. Хейглін заявив, що вона була привезена з глибини країни. Наукова назва складається з грецьких коренів мега (багато) і баліос (плямистий).
- Acinonyx wagneri, запропонований Максом Хільгеймером у 1913 році, був зразком гепарда з Кордофана в Судані. Хільжеімер назвав його на честь Йоганна Андреаса Вагнера.

## Еволюція

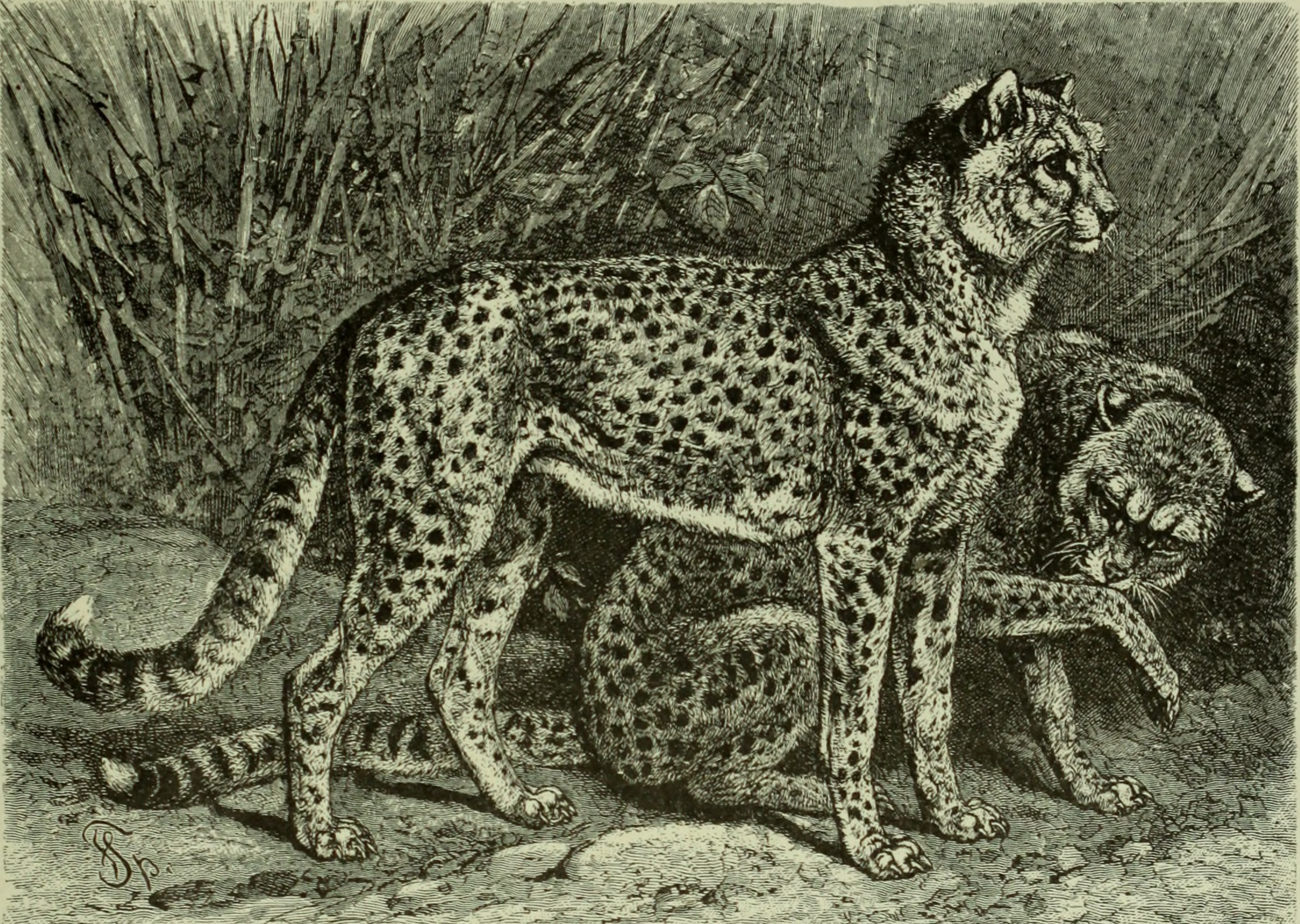
Ілюстрація гепардів з Фаххад, Абіссанія, Альфред Брем, 1895

Для філогеографічного дослідження було використано 95 зразків гепардів, таких як фекалії диких гепардів, зібрані в Ірані, зразки тканин із захоплених і конфіскованих гепардів, зразки волосся й кісток з музейних зразків. Результати дослідження показали, що північносхідний африканський гепард і південноафриканський гепард генетично відрізняються один від одного і від азійського гепарда. Гепард з Північно-Східної Африки, ймовірно, відійшов від гепарда з Південної Африки між 32'200 і 244'000 років назад. Тому було запропоновано, що він заслуговує особливого статусу.

## Фізичні характеристики

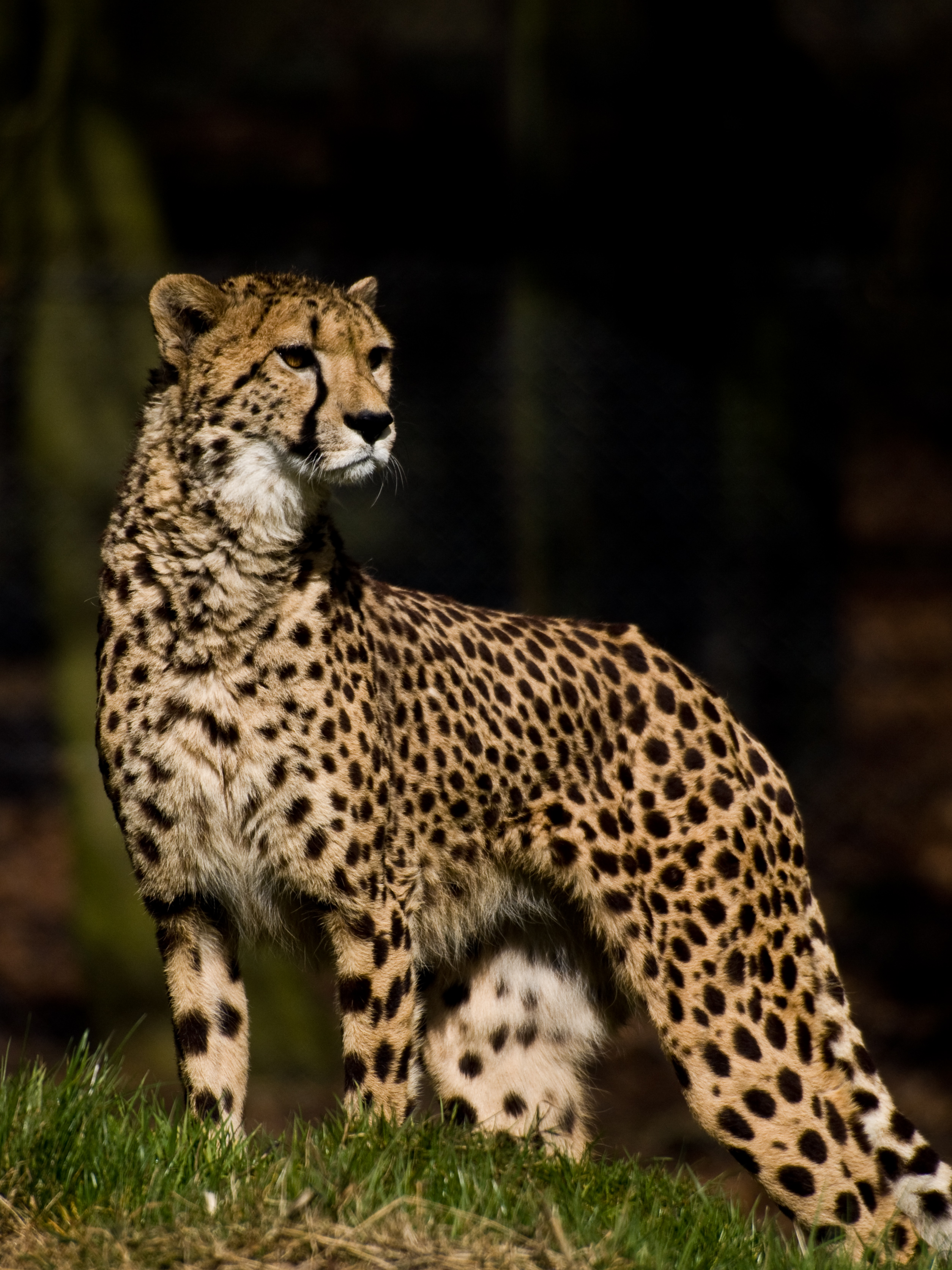
В Уіпснейдському зоопарку, Бедфордшир

Як і на півдні, і в Східній Африці, північносхідний африканський гепард досить великий. Фізично він найбільше нагадує східноафриканського гепарда; він має густо-жовто-плямисту шерсть з відносно товстим і грубим хутром в порівнянні зі своїми родичами зі Східної і Північно-Західної Африки. Живіт північносхідного африканського гепарда чітко білий, в той час як його груди й горло можуть мати деякі чорні плями, схожі на східний підвид. Проте, це найтемніший колір хутра. Цей гепард має найпоширеніші й відокремлені чорні спинні плями, але менше, ніж у гепардів Східної Африки. На відміну від східноафриканського гепарда, у північносхідного африканського гепарда немає плям на задніх лапах, хоча деякі з чадських особин мають плямисті задні лапи. Цей гепард має виразні білі плями навколо очей, але плями на обличчі можуть варіюватися від дуже щільних до відносно тонких. У північносхідного африканського гепарда бачили хвости як з білими, так і з чорними кінчиками, хоча хвости деяких гепардів — з білими кінчиками. Хвіст цього підвиду також помітно товстий.
Цей підвид має найбільший розмір голови, але іноді може бути відносно менше. Проте, він не має маркування вусів. Слізні сліди цього гепарда вкрай непослідовні, але вони часто товстіші в куточках рота, на відміну від інших чотирьох підвидів. Цей гепард є єдиним підвидом, про який не повідомляється, що він демонструє рідкісну зміну кольору. Але попри те, що колір шерсті в деяких гепардів найтемніший, він може бути блідо-жовтим або майже білим. У холодному кліматі, наприклад, у зоопарку «Уіпснейд», північносхідні африканські гепарди є єдиним африканським підвидом, у якого можуть з'явитися пухнасті зимові шуби, хоча вони менш розвинені, ніж у азійських гепардів.

## Поширення

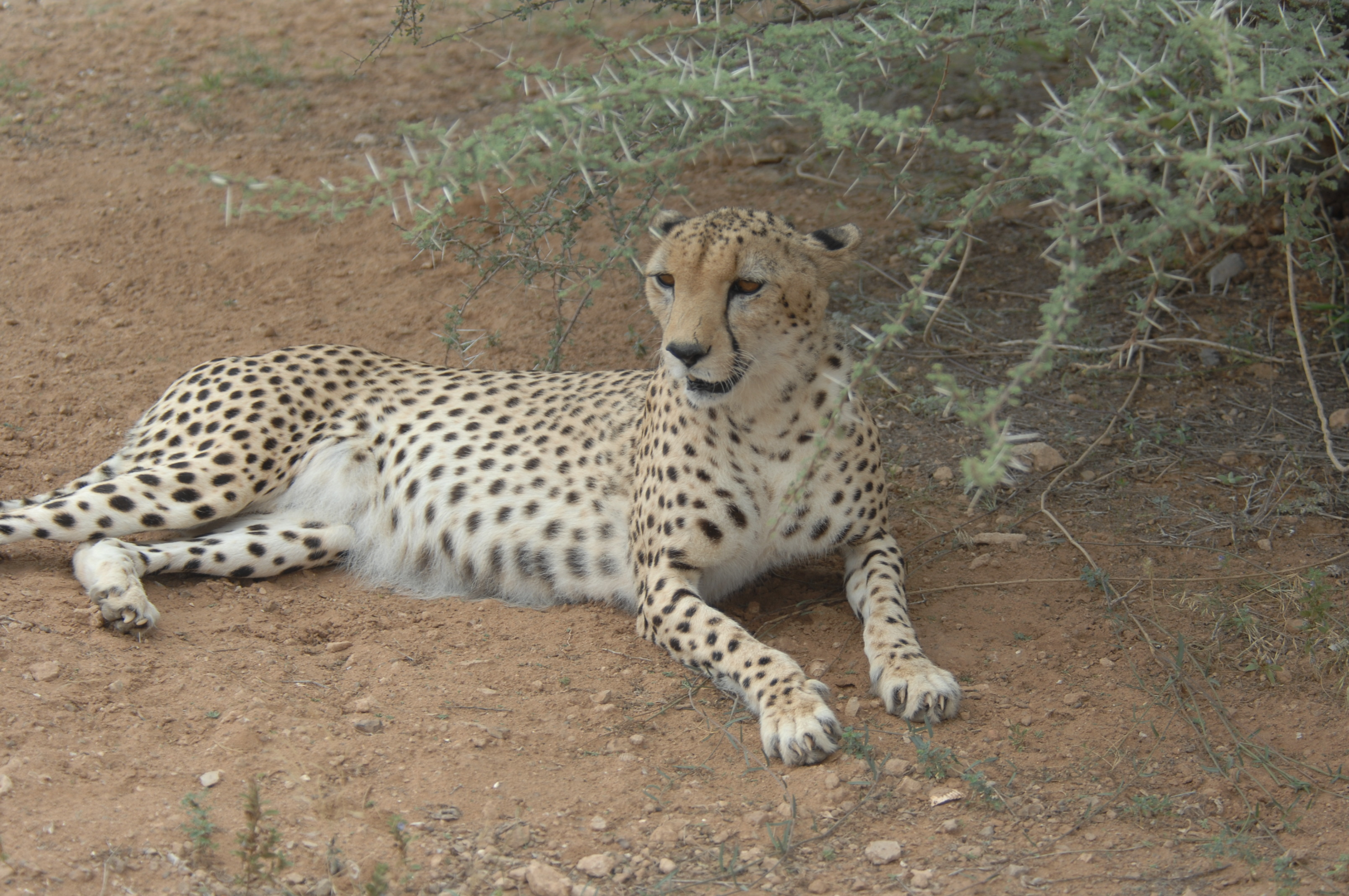
У притулку для гепардів в Джибуті

Північносхідний африканський гепард регіонально вимер в Еритреї, Джибуті та північній частині Сомалі. За оцінками, в 2007 році загальна чисельність популяції гепардів у Північно-Східній Африці становила 950 особин. В Ефіопії цей підвид живе в національних парках Омо, Маго та Янгуді-Расса, а також у зоні Борена, Огадене, Афарі та сусідніх регіонах Блен-Афар. У Південному Судані присутність відома в національних парках Бома, Південний, Радом і Бадінгіло. Гепард мешкає на широких відкритих землях, пасовищах, напівпосушливих територіях та інших відкритих місцях проживання, де багато здобичі, наприклад, в східній суданській савані. Рідко зустрічається в північних районах Судану. Дикі гепарди були помічені в Ніл аль-Азрак на південному сході Судану.

## Екологія та поведінка

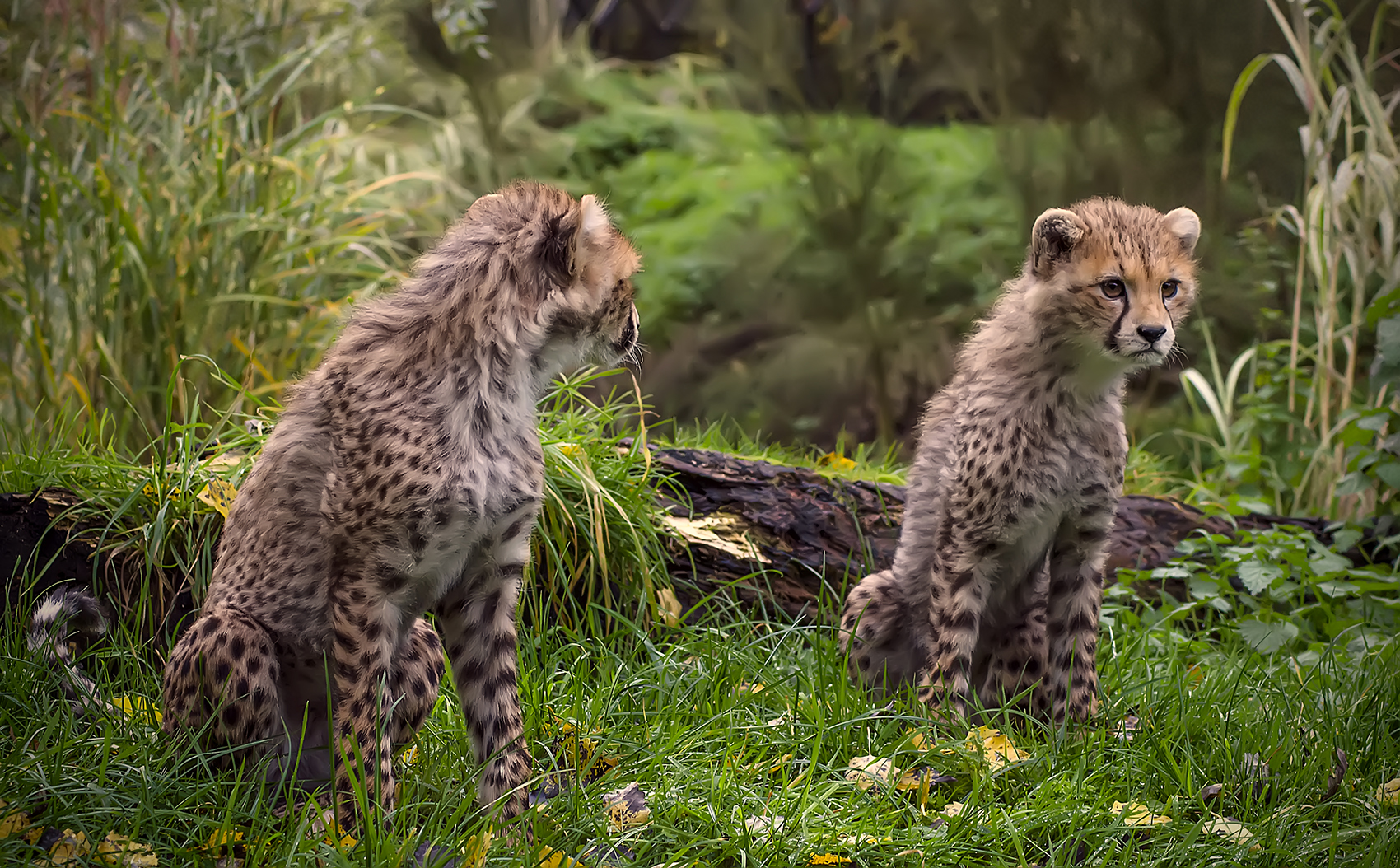
Два дитинчата гепардів у зоопарку Честера

### Полювання і дієта
Гепарди є м'ясоїдними й переважно харчуються рослиноїдними тваринами, такими як газелі Гранта, зайці, цесарки, і великі тварини, такі як бджолярі, рівнинні зебри і страуси Барбарі, в деяких випадках. А газелі Soemmerring є найкращою здобиччю. Однак нестача газелей Soemmerring в регіоні гепарда в Північно-Східній Африці призвела до майже повного зникнення їх у Судані.

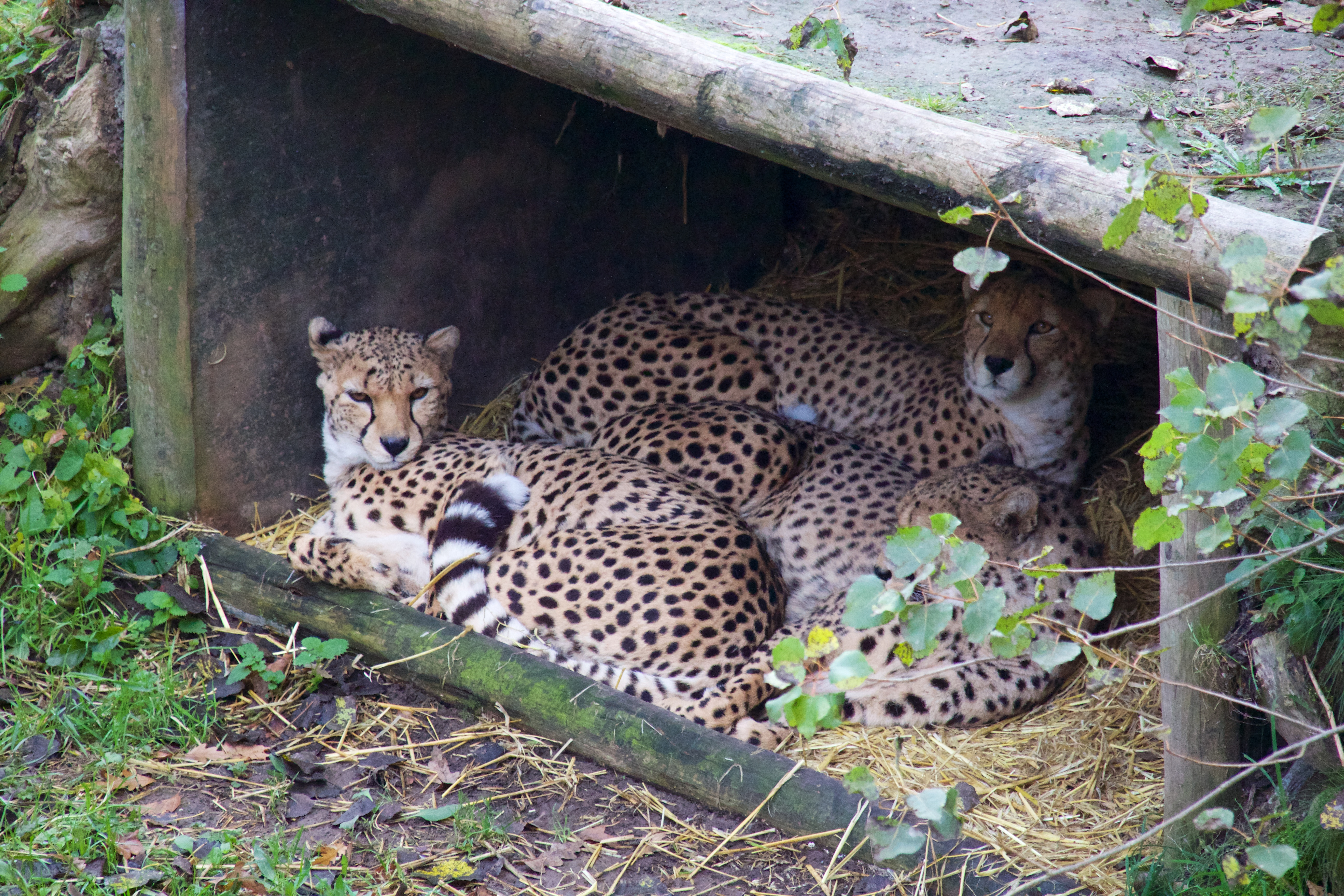
Гепарди в Честерському зоопарку

### Вороги і конкуренти
Як і іншим підвидам, їм загрожують та їх перевершують більші хижаки в їхньому районі, такі як леви, леопарди, плямисті гієни і дикі собаки, оскільки вони можуть вбивати гепардів і красти їхню здобич. Гепарди віддають їжу плямистим і смугастим гієнам. Відомо, що гепарди не можуть захиститися від цих хижаків. Однак коаліції дорослих гепардів чоловічої статі можуть прогнати хижаків. Крім того, один гепард може прогнати шакалів, золотих вовків і самотніх диких собак.

## Див. також

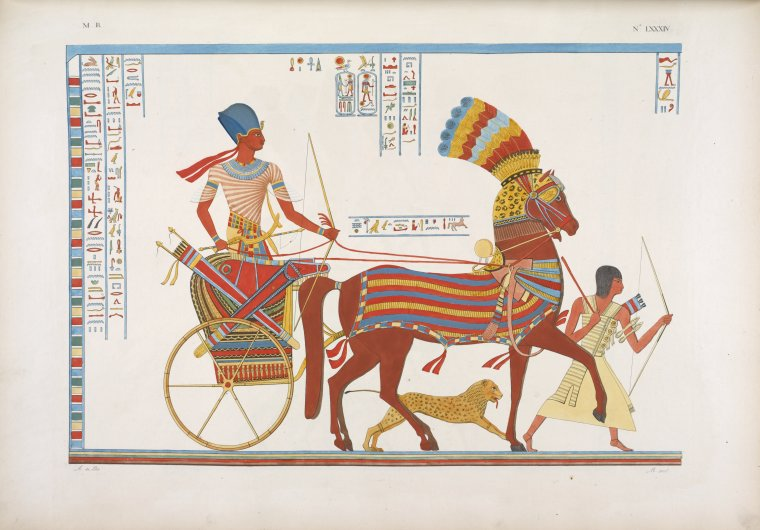
Єгипетська колісниця у супроводі гепарда і раба

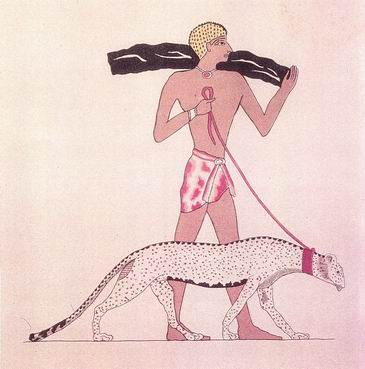
Селянин, що приніс гепарда та чорне дерево як данину царю Фів (близ. 1700 р. до н.е.)